# 鈴木勝大 (俳優)
鈴木 勝大（すずき かつひろ、1992年12月29日 - ）は、日本の俳優。神奈川県出身。所属事務所はエヴァーグリーン・エンタテイメントを経て、現在はモノポライズに所属。

## 略歴
2009年に開催された第22回ジュノン・スーパーボーイ・コンテストにて、準グランプリを受賞。
2010年に所属事務所の舞台『Ever Green Entertainment Show』出演で俳優デビューとなり、2011年にテレビドラマ『美咲ナンバーワン!!』でテレビドラマに出演する。
2012年2月から2013年2月にかけて、スーパー戦隊シリーズ『特命戦隊ゴーバスターズ』にて桜田ヒロム / レッドバスター 役で出演し、テレビドラマ初主演を務める。
2016年3月に、慶應義塾大学環境情報学部を卒業。また自身は中学から数え11年間、湘南藤沢キャンパスに通っていたとのこと。
2020年5月14日、YouTubeチャンネル『劇団常緑』を開設。メンバーは同事務所の佐藤祐基、秋元龍太朗、菅谷哲也。
2020年8月24日付でエヴァーグリーン・エンタテイメントを退所。その後はブースタープロジェクトにて、俳優としての活動と並行しながら、制作面の勉強も行っていた。フリーを経て、2022年3月2日より株式会社モノポライズに所属。

## 人物
ジュノン・スーパーボーイ・コンテストには家族が履歴書を送ったことがきっかけで参加しており、鈴木自身は元は「バラエティ番組のディレクターになりたい」と、芸能界でも裏方の仕事に関心を寄せていた。受賞当時は高校生で、大学進学も控えていたことから芸能活動開始は高校卒業後と考えていたが、同期がデビューしメディアへ進出していったことに不安を感じ、最終的には第23回受賞者と同時期にデビューすることとなった。『ゴーバスターズ』撮影中も大学は休学せずに通い続け、ロケバスの中やショーの合間などにレポートを執筆していた。
『ゴーバスターズ』撮影時は多忙のため放送を見ることはできず、放送されていることに実感を得られていなかったが、東京ドームシティでのショーに出演して観客の多さやその熱狂ぶりに驚き、応援してくれている人がいることを実感し感動したと述べている。一方で、劇中では隊員服のイメージが強く、私服では子どもたちから気づかれずショックを受けたという。
『仮面ライダーフォーゼ』の如月弦太朗 / 仮面ライダーフォーゼ役のオーディションを同作で主演を務めた福士蒼汰と一緒に受けていた。

## 出演

### テレビドラマ
- 美咲ナンバーワン!!（2011年1月12日 - 3月16日、日本テレビ） - 服部勝大 役
- シマシマ（2011年4月23日 - 6月25日、TBS） - 林田竜胆 役
- 花ざかりの君たちへ〜イケメン☆パラダイス〜2011（2011年7月10日 - 9月18日、フジテレビ） - 野江伸二 役
- 特命戦隊ゴーバスターズ（2012年2月26日 - 2013年2月10日、テレビ朝日） - 主演・桜田ヒロム / レッドバスター 役
- リミット（2013年7月13日 - 9月28日、テレビ東京） - 日向晴明 役[11]
- 家族の裏事情（2013年10月25日 - 12月13日、フジテレビ） - 石和雅彦 役
- 弱くても勝てます 〜青志先生とへっぽこ高校球児の野望〜（2014年4月12日 - 6月21日、日本テレビ） - 樫山正巳 役
- 女はそれを許さない 第1話 - 第4話（2014年10月21日 - 11月11日、TBS） - 岡崎健吾 役
- BSフジ開局15周年スペシャルドラマ 鈴木光司 リアルホラー「杭打ち」（2015年3月15日、BSフジ） - 伊藤 役
- ミステリなふたり（2015年4月14日 - 6月23日、メ〜テレ） - 京堂新太郎 役
- 妄想彼女（2015年5月23日 - 6月20日、フジテレビ） - 伊藤琢磨 役
- エイジハラスメント 第3話（2015年7月23日、テレビ朝日） - 結城健 役
- 私たちがプロポーズされないのには、101の理由があってだな シーズン2 第13話（2015年11月25日、LaLa TV） - 名倉良太 役
- マネーの天使〜あなたのお金、取り戻します!〜 第11話（2016年3月17日、読売テレビ・日本テレビ系） - 塚田 役
- THE LAST COP/ラストコップ 第5話・第6話（2016年11月5日・12日、日本テレビ） - 小野寺貴志 役
- 帝一の國〜学生街の喫茶店〜 第2話・第3話（2017年4月26日・27日、フジテレビ） - 駒光彦 役
- BS笑点ドラマスペシャル 桂歌丸（2017年10月9日、BS日テレ） - 古今亭千代輔 役
- 池波正太郎時代劇 光と影 第十話「谷中首ふり坂」（2018年2月13日、BSジャパン） - 主演・三浦源太郎 役
- 仮面ライダージオウ 第19話・第20話（2019年1月20日・27日、テレビ朝日） - 堂安主水 / 仮面ライダークイズ 役[12]
- 不甲斐ないこの感性を愛してる（2019年4月1日、フジテレビ） - 佑太郎 役
- ドラマスペシャル アガサ・クリスティ「予告殺人」（2019年4月14日、テレビ朝日） - 芥川文士 役
- 神ちゅーんず 〜鳴らせ!DTM女子〜 第4話（2019年4月28日、ABCテレビ・テレビ朝日系） - 川端希 役
- あなたの番です 第8話・第9話（2019年6月2日・9日、日本テレビ） - 甲野貴文 役
- ランチ合コン探偵 〜恋とグルメと謎解きと〜 第7話（2020年2月20日、読売テレビ・日本テレビ系） - 本間賢一郎 役[13]
- ドゲンジャーズシリーズ - 花形陸 / グレイトZ・グレイト2 役
  - ドゲンジャーズ～ナイスバディ～（2021年4月11日 - 6月27日、KBCテレビ 他3局）
  - ドゲンジャーズ～ハイスクール～（2022年4月10日 - 6月26日、KBCテレビ 他2局）
  - ドゲンジャーズ〜メトロポリス〜（2023年4月9日 - 6月25日、KBCテレビ 他6局）
- きれいのくに 第3話（2021年4月26日、NHK総合） - 倉田 役
- 特集ドラマ ももさんと7人のパパゲーノ（2022年8月20日、NHK総合）
- ある秘密（2023年放送予定、WOWOW）

### 映画
- 『特命戦隊ゴーバスターズ』関連 - 桜田ヒロム / レッドバスター 役
  - 海賊戦隊ゴーカイジャーVS宇宙刑事ギャバン THE MOVIE（2012年1月21日公開）※レッドバスターの声のみ出演。
  - 仮面ライダー×スーパー戦隊 スーパーヒーロー大戦（2012年4月21日公開）
  - 特命戦隊ゴーバスターズ THE MOVIE 東京エネタワーを守れ!（2012年8月4日公開）
  - 特命戦隊ゴーバスターズVS海賊戦隊ゴーカイジャー THE MOVIE（2013年1月19日公開）
  - 仮面ライダー×スーパー戦隊×宇宙刑事 スーパーヒーロー大戦Z（2013年4月27日公開）
  - 獣電戦隊キョウリュウジャーVSゴーバスターズ 恐竜大決戦! さらば永遠の友よ（2014年1月18日公開）
- 桜蘭高校ホスト部（2012年3月17日公開） - 垂水隼人 役
- 帝一の國（2017年4月29日公開） - 駒光彦 役[14]
- セントウレコード A-side（2017年※未公開）
- 一礼して、キス（2017年11月11日公開） - 桑原嵐紫 役[15]
- 星降る町の映画祭 さかな（2018年9月29日映画祭にて上映後、期間限定web公開） - 福井利明 役
- 走れ!T校バスケット部（2018年11月3日公開） - 川久保透 役[16]
- 翔んで埼玉（2019年2月22日公開） - 東郷修 役
- 午前0時、キスしに来てよ（2019年12月6日公開） - 中条充希 役[17]
- わたし達はおとな（2022年6月10日公開）
- HAMLET Act 1, Scene 1（2022年12月24日公開）

### オリジナルビデオ
- スーパー戦隊シリーズ
  - 特命戦隊ゴーバスターズVSビートバスターVS J（2012年） - 主演・桜田ヒロム / レッドバスター 役
  - 帰ってきた特命戦隊ゴーバスターズVS動物戦隊ゴーバスターズ（2013年） - 主演・桜田ヒロム / レッドバスター / レッドチーター 役

### ネットムービー
- ネット版 仮面ライダー×スーパー戦隊 スーパーヒーロー大変 〜犯人はダレだ?!〜（2012年、東映） - 桜田ヒロム 役

### 配信ドラマ
- ソイカレ～わたしがイケメンと添い寝する30の方法～ 第8話・第17話・第27話・第29話（2015年2月21日・3月2日・12日・14日、UULA）[18]
- 帝一の國〜学生街の喫茶店〜 第2話・第3話（2016年4月21日、FOD） - 駒光彦 役
- 大正解！まさと君（2022年4月18日 - 23日、ニコニコ動画）

### 舞台
- Ever Green Entertainment Show 2010（2010年7月）
- オサエロ（2010年8月） - 稲島陽一 役
- SAKURA（2011年10月） - 平野寅之助 役
- PRIDE（2011年11月） - 島袋大樹 役
- Ever Green Entertainment Show 2011 Vol.2（2011年11月 - 12月）
- Ever Green Entertainment Show 2013 ～10th Anniversary～（2013年4月 - 5月）
- タンブリング Vol.4（2013年8月 - 9月） - 火村勇馬 役
- 常緑高校演劇部（2014年1月） - 主演・ゆうと 役
- 熱海殺人事件（2014年1月） - 主演・木村伝兵衛 役
- 売春捜査官（2014年1月 - 2月） - 熊田留吉 役
- Legend 〜風のなかの塵〜（2014年8月） - 主演・陳 役
- 即興劇　potluck6（2014年８月）
- Kiss Me You 〜がんばったシンプー達へ〜（2014年9月） - 長谷川博 役
- MOTHER 〜特攻の母 鳥濱トメ物語〜（2014年9月） - 柴田正男 役
- ダキニ城の虜（2014年12月） - 主演・シデハラケンジ 役
- DARKNESS GATE（2015年1月） - 浦沢直人 / 矢口恭太 役
- 即興劇　POTLUCK FESTA（2015年1月）
- つかこうへいTRIPLE IMPACT「ロマンス2015」（2015年2月） - 青木シゲル 役
- Ever Green Entertainment Show 2015 Vol.4（2015年8月）
- 朗読劇 俺とおまえの夏の陣（2015年8月） - 片倉重長 役
- ミュージカル「仮面ティーチャー〜SILVER MASK〜」（2015年9月 - 10月） - 金造 役
- 「終わりのセラフ」The Musical（2016年2月、AiiA 2.5 Theater Tokyo） - 百夜ミカエラ 役[19]
- Ever Green Entertainment Show 2016 Vol.5（2016年4月）
- 闇狩人（2016年5月 - 6月） - 三枝将 役
- ナイスコンプレックスN25「かぜのゆくえ」（2016年8月10日 - 14日、中野ザ・ポケット） - カイト 役[20]
- パルコプロデュース公演「露出狂」（2016年9月30日 - 10月10日、Zeppブルーシアター六本木） - チーム露・比留 役
- シブヤから遠く離れて（2016年12月、Bunkamuraシアターコクーン） - ケンイチ 役[21]
- 何者（2017年11月 - 12月） - 神谷光太郎 役
- 岸 リトラル（2018年2月 - 3月） - マシ役
- DARKNESS GATE（2018年6月） - 吉野圭介 役
- 劇団た組。第17回目公演 「貴方なら生き残れるわ」（2018年11月21日 - 25日） - 佑太郎 役
- SOLID STARプロデュースvol.17 「ハッピーマーケット！！」（2019年6月19日 - 23日） - 主演・伊藤佑 役
- 舞台「絢爛とか爛漫とか」（2019年8月20日 - 9月13日）　- 泉 謙一郎 役
- 劇団た組。居酒屋公演 「かつて我々」（2019年11月21日 - 12月１日） - 大河 役
- 舞台｢死ねない無人駅」 オムイズム vol,3 （2019年12月5日 - 12月8日）- 相内 役
- 劇団た組。インターネット公演｢要、不急、無意味（フィクション）｣ （2020年4月18日 - 19日）- 大河 役
- STAGE GATE VRシアター vol.2 「Equal-イコール-」リーディングスタイル（2020年9月27日 - 10月17日）
- 舞台｢会えない無人駅」 オムイズム vol,6 （2020年12月23日 - 12月27日）- 若村剛 役
- スプリングマン (劇団)「青春にはほど遠い」（2021年3月24日 - 3月28日）- 佐々木マルオ 役
- TAAC「犇犇」(2021年7月30日 - 8月8日）- 主演・鳥飼望 役
- serial  number「すこたん！」（2021年10月28日 - 11月7日）- 主演・リュウタ役
- 新国立劇場開場25周年記念公演「レオポルトシュタット(演劇)（英語版）」(2022年10月14日-10月31日)- ヤーコプ 役
- 自主公演「命を弄ぶ男ふたり」（2022年12月14 - 12月19日） - W主演・眼鏡をかけた男、包帯をした男 役
- serial  number「Bug」（2023年2月15日 - 2月19日公演）- ピーター役
- 劇団た組。「綿子はもつれる」（東京 2023年5月17日 - 28日/台湾 2023年10月20日 - 22日）- 木村役
- 演劇企画集団Jr.5 第15回公演「明けない夜明け」（2023年7月14日 - 20日）- 高原誠一役
- 朗讀劇「極楽牢屋敷」（木下半太版四谷怪談）（2023年8月11日・17日）- 主演・音坂コウ、伊右衛門
- 『ブルースクエア四谷』オープン記念コンペ グランプリ作品「#スターライドオーダー」（2023年9月18日）
- ±0第七回本公演「象」（2023年9月22日 - 30日）- 男役
- トレインライドシアター「このレールはドラマチック」（2023年11月19日・23日）- 小暮順平 役[22]
- 鈴木勝大一人芝居「食事」（2023年12月26日 - 28日公演）- 主演・鈴木勝大役
- デカローグ1&3（2024年4月13日 - 5月6日公演）
- Stage Reading「A Bright New Boise（英語版）」(2024年5月10日・15日・18日出演) - リロイ 役
- 二兎社特別企画ドラマリーディング vol.7（2024年6月1日 - 6月2日公演）
- Oi-SCALE「阻む壁」（2024年10月31日 - 11月5日公演）- 主演・オカモトタロウ役
- 劇団た組。「ドードーが落下する（改訂版）」（2025年1月10日 - 2月16日公演）- 庄田 役
- 水戸芸術館プロデュース公演「ロミオとジュリエット」（2025年9月20日 - 9月28日公演予定)[23]
- スリー・キングダムス Three Kingdoms（2025年12月2日 - 12月14日公演予定）[24]

### テレビアニメ
- 怪人開発部の黒井津さん12話（2022年、グレイト2)

### その他のテレビ番組
- アウトドア・ロックンロール〜サラリーマン転覆隊が行く〜（2013年9月14日・10月4日 - 2014年1月31日、BS朝日） - 鈴木社員 役
- ラフ'sラボ（2014年10月11日 - 、フジテレビ）
- みんなのニュース第1部「みんなのニュース Hop!」（2016年4月4日 - 9月26日、フジテレビ） - 月曜日Hopper[25]

### YouTube
- 劇団常緑 第1弾『拡大戦隊zoomレンジャー』（2020年5月14日公開）- 脚本 / zoomレッド 役
  - 拡大戦隊zoomレンジャー 〜新ヒーローオーディション編(2020年) 全3話
- 劇団常緑 ワードウルフpart1～part4(2020年)
- ドリプラチャンネル 『あなたの夢叶えますガチャ〜アイドル編』(2020年)第1話・第2話 ｰ Aチーム カズP 役
  - 『あなたの夢叶えますガチャ〜アイドル編』Aチーム「君の笑顔」MV（2020年7月24日公開）
- 劇団常緑 第2弾 本編『ギターを置いてよ。』（2020年5月30日公開）- 佐藤勝大 役

### ラジオ
- 土曜ワラッター!「鈴木勝大 どうするの?かっちゃん!」（2013年11月2日 - 2016年3月19日、青森放送）

### ラジオドラマ
- FMシアター「カウント2.9!」（2019年6月22日、NHK-FM）

### Web配信
- ブサイク☆キングダム（2014年11月 - 、アメーバスタジオ） - 準レギュラー
- 配信作品 ｢curfew｣（2020年6月16日 - 6月30日 ※vimeoにて期間限定配信）-　かっちゃん 役

### CM
- バンダイ「バスターギアシリーズ」（2012年）
- プリマハム「特命戦隊ゴーバスターズソーセージ」（2012年）
- バンダイ「ゴーバスターズチョコビスケットボール」（2012年）
- LINE「LINEバイト」（2016年）
- コカ・コーラ「Coke ON」（2017年）
- カオナビ（2022年）
- クラレ「きっと明日も、ハレ、クラレ。」（2023年）

### ゲーム
- 特命戦隊ゴーバスターズ（2012年、ニンテンドーDS） - 桜田ヒロム / レッドバスター 役

### PV
- 7!!「スタートライン」（2014年7月30日）
- 郷ひろみ「スキだから」（2017年5月10日）
- miccie「Okey」(2020年11月25日)

### その他
- MILKBOY 2011 WINTER カタログモデル（2011年）
- adidas BAG イメージボーイ（2013年・2014年）

## 作品

### CD
- コロちゃんパック ミニアルバム『特命戦隊ゴーバスターズ』（2012年4月25日、日本コロムビア）

### DVD
- Katsuhiro Suzuki 1stDVD SHOWCASE（2013年2月21日、東映ビデオ）

## 書籍

### 写真集
- キミのとなり（2012年8月、主婦と生活社）

### カバーモデル
- 榊あおい「偽コイ同盟。」（2011年8月、集英社ピンキー文庫）
- 伊東ミヤコ「そして世界は全て変わる」（2011年8月、魔法のiらんど文庫）
- 松崎真帆「冷たいヒト。」（2014年2月、小学館エンジェル文庫）
- 松崎真帆「冷たいヒト。〜True kiss〜」（2014年3月、小学館エンジェル文庫）
- 兎吹雪「初恋トライアングル」（2014年7月、小学館エンジェル文庫）
- 梨里緒「キミとの季節 WINNING SHOT」（2014年8月、集英社ピンキー文庫）
- 梨里緒「キミとの季節　純愛アドヴァンテージ」（2015年2月、集英社ピンキー文庫）
- 梨里緒「キミとの季節 WINNING SHOT」（2015年2月、集英社マーガレットコミックス）